# Djupintervju
Djupintervju är en utfrågning av en eller ett fåtal personer på djupet, ofta för att komma åt information i känsliga eller ”svåra” ämnen, alternativt för att få underlag för kvalitativ forskning.